# بلندی‌های آلدان
بلندی‌های آلدان (روسی: Алданское нагорье، آوانگاری Aldanskoye Nagorye) یک رشته‌کوه در استان یاقوتستان کشور روسیه است.